# Перес Джепчірчір
Перес Джепчірчір (англ. Peres Jepchirchir; нар. 27 вересня 1993) — кенійська легкоатлетка, яка спеціалізується у шосейному бігу на довгі дистанції, чемпіонка та рекордсменка світу з напівмарафону.

## Спортивна кар'єра

### 2016
26 березня з часом 1:07.31 стала чемпіонкою світу з напівмарафону на першості, що відбулась в Кардіффі. Крім перемоги в особистому заліку, здобула також другу золоту нагороду в командному заліку.

### 2017
10 лютого на Рас-ель-Хайманському напівмарафоні встановила новий світовий рекорд для жінок у змішаному (за участі чоловіків та жінок) забігу (1:05.06), перевершивши попереднє досягнення співвітчизниці Флоренс Кіплагат (1:05.09), встановлене у лютому 2015.

### 2020
5 вересня на Празькому напівмарафоні встановила новий світовий рекорд у суто жіночому (англ. women only) забігу (1:05.34), перевершивши попереднє досягнення ефіопки Нецанет Гудети (1:06.11), встановлене у березні 2018.
17 жовтня вдруге в кар'єрі стала чемпіонкою світу з напівмарафону та, при цьому, встановила новий світовий рекорд у цій дисципліні (1:05.16), перевершивши власне досягнення, встановлене за півтора місяці до цього. Особистий успіх також дозволив отримати «срібло» у командному заліку.

## Основні міжнародні виступи
| Рік  | Змагання                        | Місто   | Місце | Дисципліна   | Примітки    |
| ---- | ------------------------------- | ------- | ----- | ------------ | ----------- |
| 2015 | Лондонський марафон             | Лондон  | —     | марафон      | DNF         |
| 2016 | Чемпіонат світу з напівмарафону | Кардіфф | 1     | напівмарафон |             |
| 2020 | Чемпіонат світу з напівмарафону | Гдиня   | 1     | напівмарафон | [ 7 ] [ 8 ] |